# Krohnia hamata
Krohnia hamata är en ringmaskart som beskrevs av Bogorow 1939. Krohnia hamata ingår i släktet Krohnia och familjen Alciopidae. Inga underarter finns listade i Catalogue of Life.